# Tajęża

Goodyera procera

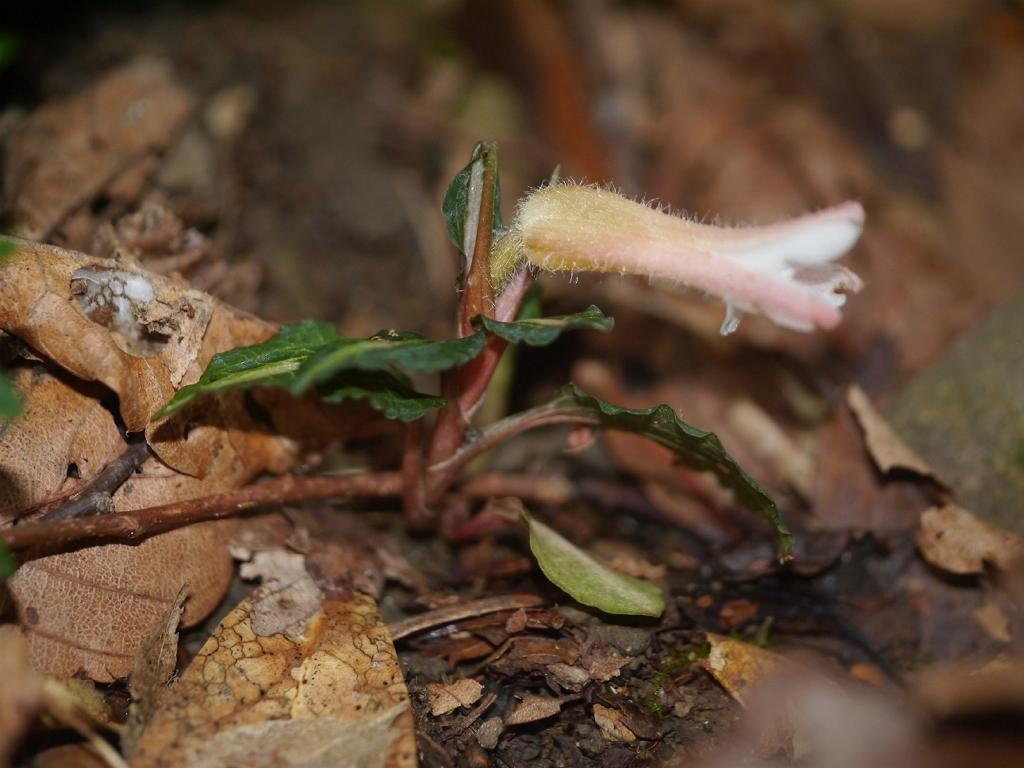
Goodyera biflora

Tajęża (Goodyera R. Br.) – rodzaj roślin z rodziny storczykowatych (Orchidaceae). Należy do niego 96–99 gatunków. Zasięg rodzaju obejmuje Eurazję, Amerykę Północną, Mozambik, Madagaskar i inne wyspy na Oceanie Indyjskim, wschodnią Australię i wyspy Oceanii. Gatunkiem typowym jest tajęża jednostronna (Goodyera repens L.), zarazem jedyny przedstawiciel rodzaju we florze Polski.

## Systematyka
Uwagi

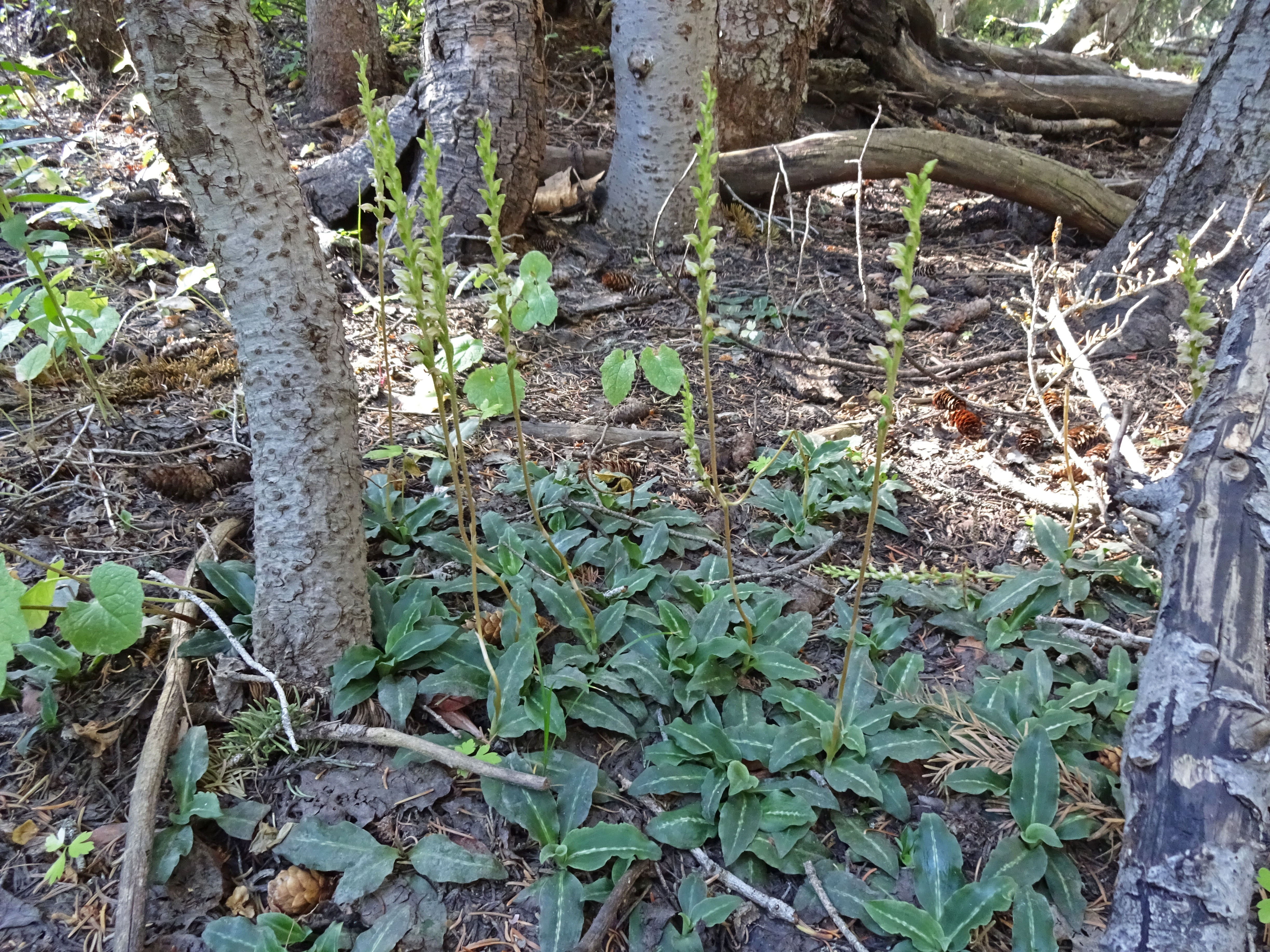
Goodyera oblongifolia

W 1754 Séguier zaproponował nazwę Goodyera dla rodzaju kruszczyk (Epipactis Zinn), jednak propozycja nie została przyjęta.
Pozycja systematyczna według Angiosperm Phylogeny Website (aktualizowany system APG IV z 2016)
Jeden z rodzajów podlemienia Goodyerinae w plemieniu Cranichideae w obrębie podrodziny storczykowych (Orchideae) z rodziny storczykowatych (Orchidaceae). Storczykowate są kladem bazalnym w rzędzie szparagowców Asparagales w obrębie jednoliściennych.
Pozycja w systemie Reveala (1994–1999)
Gromada okrytonasienne (Magnoliophyta Cronquist), podgromada Magnoliophytina Frohne & U. Jensen ex Reveal, klasa jednoliścienne (Liliopsida Brongn.), podklasa liliowe (Liliidae J.H. Schaffn.), nadrząd Lilianae Takht., rząd storczykowce (Orchidales Raf), podrząd Orchidineae Rchb., rodzina storczykowate (Orchidaceae Juss.), rodzaj tajęża (Goodyera R. Br.).
Wykaz gatunków
- Goodyera afzelii Schltr.
- Goodyera alveolata Pradhan
- Goodyera amoena Schltr.
- Goodyera angustifolia Schltr.
- Goodyera araneosa H.Z.Tian, Xiao X.Zhou & S.Zhou
- Goodyera beccarii Schltr.
- Goodyera bifida (Blume) Blume
- Goodyera biflora (Lindl.) Hook.f.
- Goodyera boninensis Nakai
- Goodyera brachystegia Hand.-Mazz.
- Goodyera bracteata Thouars
- Goodyera bradeorum Schltr.
- Goodyera clausa (A.A.Eaton ex Ames) Schltr.
- Goodyera colorata (Blume) Blume
- Goodyera condensata Ormerod & J.J.Wood
- Goodyera cordata (Lindl.) G.Nicholson
- Goodyera corniculata (Rchb.f.) Ackerman
- Goodyera crassifolia H.J.Suh, S.W.Seo, S.H.Oh & T.Yukawa
- Goodyera crocodiliceps Ormerod
- Goodyera cyclopensis Ormerod
- Goodyera daibuzanensis Yamam.
- Goodyera denticulata J.J.Sm.
- Goodyera dolabripetala (Ames) Schltr.
- Goodyera elmeri (Ames) Ames
- Goodyera erosa (Ames & C.Schweinf.) Ames, F.T.Hubb. & C.Schweinf.
- Goodyera erythrodoides Schltr.
- Goodyera fimbrilabia Ormerod
- Goodyera foliosa (Lindl.) Benth. ex C.B.Clarke
- Goodyera fumata Thwaites
- Goodyera fusca (Lindl.) Hook.f.
- Goodyera gemmata J.J.Sm.
- Goodyera gibbsiae J.J.Sm.
- Goodyera hachijoensis Yatabe
- Goodyera hemsleyana King & Pantl.
- Goodyera henryi Rolfe
- Goodyera hispaniolae Dod
- Goodyera hispida Lindl.
- Goodyera humicola (Schltr.) Schltr.
- Goodyera inmeghema Ormerod
- Goodyera lamprotaenia Schltr.
- Goodyera lanceolata Ridl.
- Goodyera longirostrata Hayata
- Goodyera luzonensis Ames
- Goodyera macrophylla Lowe
- Goodyera maculata T.P.Lin
- Goodyera major Ames & Correll
- Goodyera makuensis Ormerod
- Goodyera malipoensis Q.X.Guan & S.P.Chen
- Goodyera marginata Lindl.
- Goodyera maurevertii Blume
- Goodyera medogensis H.Z.Tian, Y.H.Tong & B.M.Wang
- Goodyera micrantha Schltr.
- Goodyera modesta Schltr.
- Goodyera myanmarica Ormerod & C.S.Kumar
- Goodyera nankoensis Fukuy.
- Goodyera nanshanensis Xi L.Wang & X.H.Jin
- Goodyera nantoensis Hayata
- Goodyera novembrilis (Rchb.f.) Ormerod
- Goodyera oblongifolia Raf.
- Goodyera ovatilabia Schltr.
- Goodyera pendula Maxim.
- Goodyera perrieri (Schltr.) Schltr.
- Goodyera polyphylla Ormerod
- Goodyera porphyrophylla Schltr.
- Goodyera procera (Ker Gawl.) Hook.
- Goodyera pubescens (Willd.) R.Br.
- Goodyera purpusii Ormerod
- Goodyera pusilla Blume
- Goodyera ramosii Ames
- Goodyera recurva Lindl.
- Goodyera repens (L.) R. Br. – tajęża jednostronna
- Goodyera reticulata (Blume) Blume
- Goodyera rhombodoides Aver.
- Goodyera robusta Hook.f.
- Goodyera rostellata Ames & C.Schweinf.
- Goodyera rostrata Ridl.
- Goodyera rubicunda (Blume) Lindl.
- Goodyera ruttenii J.J.Sm.
- Goodyera schlechtendaliana Rchb.f.
- Goodyera sechellarum (S.Moore) Ormerod
- Goodyera serpens Schltr.
- Goodyera similis Blume
- Goodyera stelidifera Ormerod
- Goodyera stenopetala Schltr.
- Goodyera striata Rchb.f.
- Goodyera sumbawana Ormerod
- Goodyera taitensis Blume
- Goodyera tesselata G.Lodd.
- Goodyera thailandica Seidenf.
- Goodyera turialbae Schltr.
- Goodyera umbrosa (D.L.Jones & M.A.Clem.) J.M.H.Shaw
- Goodyera venusta Schltr.
- Goodyera viridiflora (Blume) Blume
- Goodyera vitiensis (L.O.Williams) Kores
- Goodyera vittata (Lindl.) Benth. ex Hook.f.
- Goodyera wuana Tang & F.T.Wang
- Goodyera yamiana Fukuy.
- Goodyera yunnanensis Schltr.
- Goodyera zacuapanensis Ormerod

Wykaz hybryd
- Goodyera × maximovelutina N.S.Lee & J.H.So
- Goodyera × tamnaensis N.S.Lee, K.S.Lee, S.H.Yeau & C.S.Lee
- Goodyera × tanakae Suetsugu